# Jaskinia w Kletnie
Jaskinia w Kletnie (Jaskinia w Nowym Kletnie) – nieistniejąca obecnie niewielka jaskinia krasowa utworzona w soczewie marmuru na stoku w górnej części doliny rzeki Kleśnicy na jej lewym orograficznie zboczu, w Masywie Śnieżnika, w pobliżu górnej części wsi Kletno – przysiółka Klecienko, dawniej Neu Klessengrund (Sudety Południowo-Wschodnie).

## Historia
Jaskinia znajdowała się na terenie najwcześniej eksploatowanego w Kletnie złoża marmuru. Obecnie jest to teren pierwszego, najniższego z trzech wyrobisk, tzw. „Kletno I”. Odkryto ją podczas eksploatacji kamieniołomu na początku XX w. W 1933 r. została ona częściowo zniszczona w części wstępnej. Po tej dacie zaprzestano eksploatacji złoża aż do 1956 r., kiedy to po wznowieniu wydobycia kamienia zniszczono ją niemal całkowicie. Marian Pulina podaje, że na początku lat 60. na ścianie kamieniołomu znajdował się jeszcze fragment korytarza o długości ok. 10 m.
Najwcześniejsze informacje na jej temat znane są z publikacji H.J. Stammera z 1933 r. W roku 1935 badania faunistyczne prowadzili w niej F. Pax i K. Maschke. W 1953 r. została zbadana i opisana przez K. Kowalskiego i W. Walczaka.

## Opis jaskini
Według informacji K. Kowalskiego i planów sporządzonych w 1953 r. na ścianie wyrobiska widniały ślady zniszczonego korytarza, a za nim obszerny otwór. Za otworem wysokość korytarza obniżała się wskutek nagromadzonego namuliska. Po ok. 14 m korytarz prowadzący lekko ku górze rozszerzał się. Część ta wypełniona była blokami zawaliska z widocznymi na nich naciekami grzybkowymi. Po ominięciu bloków prawą stroną dochodziło się do dość szerokiego, ale niskiego korytarza wypełnionego namuliskiem, który można było pokonać czołgając się na długość ok. 10 m aż do zamykającego go ostatecznie zawaliska. Osady zastane w jaskini były piaszczyste i jałowe. Na stropie występowały liczne i efektowne nacieki stalaktytowe.
Jaskinia tworzyła się w marmurach z prekambryjskiej serii suprakrystalicznej. Zdaniem W. Walczaka należała ona do tego samego typu jaskiń, co Jaskinia Radochowska i Solna Jama. Jej rozwój był związany z młodotrzeciorzędowym dnem doliny, który leżał początkowo ok. 7 m wyżej niż obecnie.

## Flora i fauna
K. Kowalski wspomina, że roślinność rozwijała się tylko w strefie przyotworowej (rośliny zielone, mchy i paprocie), a końcowa część była ciemna i wilgotna. Faunę jaskini badał wcześniej F. Pax. Stwierdzono w niej występowanie 70 gatunków zwierząt, w tym 30 gatunków muchówek (Diptera), a jeden z nich Triphlebia lyria okazał się wyjątkowy dla nauki. Większość znalezionych okazów zwierząt to troglokseny. Spośród troglofilów wymienia się owady bezskrzydłe: skoczogonka Tetrodontophora bielanensis, Tomocerus flavensis, Choleva spadicea, muchę Trichocera maculipennis. Stwierdzono również obecność nocka dużego (Myotis myotis) i popielicy (Glis glis).